# Deewana
Deewana (tj. "Szalony, zwariowany", in. tytuł "Diwana", niem. "Im Zeichen der Liebe" lub "Verrückt", ang. "Crazy") – bollywoodzki dramat miłosny, film akcji i musical, reżyserowany przez Raj Kanwar. W filmie zadebiutował Shah Rukh Khan.

## Fabuła
Kajal (Divya Bharti), piękna dziewczyna z biednego domu, zakochuje się w piosenkarzu Ravi (Rishi Kapoor). Mężczyzna odwzajemnia uczucie i wkrótce poślubia Kajal. Wywołuje to wściekłość jego wuja, Dhiredra Pratap (Amrish Puri), który liczył na przejęcie rodzinnego dziedzictwa. Dochodzi do rodzinnej kłótni, podczas której Ravi, broniąc zaatakowanej Kajal, zabija syna Dhiredra Pratapa, za co sam płaci śmiercią. Aby umknąć przed gniewem wuja, matka Ravi z młodą synową uciekają do miasta. Tam spotykają Raju Sahay (Shah Rukh Khan), syna bogatego przemysłowca (Dalip Tahil). Spotkanie z Kajal zmienia życie hulaki, który przeciwstawia się ojcu odrzucającemu pomysł poślubienia wdowy. Raja dla swojej miłości opuszcza go i powoli zdobywa serce zranionej dziewczyny.

## Obsada
- Shahrukh Khan – Raja Sahay
- Rishi Kapoor – Ravi
- Divya Bharti – Kaajal
- Amrish Puri – Dhirendra Pratap
- Mohnish Behl – Narender
- Sushma Seth – matka Ravi
- Dalip Tahil – Ramakant Sahay (ojciec Raja)

## Nagrody i nominacje

### Nagrody
- Nagroda Filmfare za Najlepszy Tekst Piosenki – Sameer za Teri Umeed Tera Intezar Karte Hai
- Nagroda Filmfare za Najlepszy Męski Playback – Kumar Sanu za Sochenge Tumhe
- Nagroda Filmfare za Najlepszą Muzykę – Nadeem-Shravan
- Nagroda Filmfare za Najlepszy Debiut – Shahrukh Khan

### Nominacje
- Nagroda Filmfare za Najlepszy Męski Playback – Vinod Rathod
- Nagroda Filmfare za Najlepszy Kobiecy Playback – Alka Yagnik za "Aisi Deewangi"

## Piosenki
Nagrodzonymi Nagrodą Filmfare twórcami muzyki jest debiut Nadeem-Shravan, który skomponował muzykę do takich filmów jak Dil Hai Ki Manta Nahin 1991, Zamaana Deewana 1995, Raja 1995, Raja Hindustani 1996, Pardes (film) 1997, Judaai 1997, Hum Tumhare Hain Sanam 2001 i Raaz 2002
1. "Ab Mujhe Raat Din" – Sonu Nigam
2. "Koi Na Koi Chahiye"
3. "Payaliya Ho Ho Ho " – Alka Yagnik i Kumar Sanu
4. "Sochenge Tumhe" – Kumar Sanu
5. "Tere Dard Se Dil"
6. "Teri Isi Ada Pe Sanam"
7. "Teri Umeed" (kobiecy głos) – Sadhana Sargan
8. "Teri Umeed Tera Inteza" (męski) – Kumar Sanu
9. "Aisi Deewangi" – Alka Yagnik i Vinod Rathod
10. "Deewana" – Sonu Nigam
11. "Kaun Hai Woh Ladki" – Sonu Nigam

## Ciekawostki
- Zakochany bohater pierwszy raz rozmawia z bohaterką podczas święta Holi zgodnie ze zwyczajem obsypując ją barwnym proszkiem. To święto odgrywa rolę w wielu filmach bollywoodzkich np. w Darr 1993, Mohabbatein 2000 czy Rebeliant (film)2005.